# Soumyasaurus
Soumyasaurus is een geslacht van uitgestorven reptielen, behorend tot de Silesauridae, dat tijdens het Laat-Trias leefde in het gebied van het huidige Noord-Amerika.
In de zomer van 1993 vond Soumya Chatterjee, de oudste zoon van paleontoloog Sankar Chatterjee, een verzameling bij elkaar gelegen botten die leken op een fragmentarisch skelet, in de Post Quarry in Garza County, Texas. Sankar Chatterjee meende eerst dat alle resten bij elkaar hoorden en wezen op een vrij afgeleide dinosauriër.
In 2018 werd de typesoort Soumyasaurus aenigmaticus benoemd en beschreven door Volkan Sarıgül, Federico Agnolín en Sankar Chatterjee. De geslachtsnaam eert Soumya als ontdekker. De soortaanduiding verwijst naar het raadselachtige karakter van de vondst.
Het holotype TTU-P11254 is gevonden in een laag van de Tecovasformatie die dateert uit het Norien. Het bestaat uit een dentarium van de linkeronderkaak. De andere delen van het vermeende skelet, een hersenpan, stukken van de wervelkolom en ledematen, werden in 2018 niet aan Soumyasaurus toegewezen. Men concludeerde dat een reeks wervels (TTU-P11254a) aan Vancleavea campi Long & Murry 1995 toebehoorden. De andere botten zouden niet te determineren zijn buiten dat ze aan een af ander lid van de Archosauromorpha dan wel de nog ruimere Sauria toebehoren.
Soumyasaurus is een vrij kleine soort met een lengte van een halve meter.
Het dentarium draagt vermoedelijk vijftien tanden.
Er werd één autapomorfie vastgesteld, een unieke afgeleide eigenschap. De dentaire tanden zijn glad en kegelvormig zonder een verbreding of buiging boven de tandwortel. Dit kenmerk kan niet vergeleken worden met Asilisaurus maar Soumyasaurus wijkt van die soort af in een fossa Meckeliana die beperkt blijft tot de onderrand van het dentarium.
Soumyasaurus werd basaal in de Silesauridae geplaatst, als mogelijke zustersoort van Lewisuchus.